# Картография в България
Картографията в България започва да се развива през ХІХ век. Дотогава земите на днешна България са били картографирани от арабски, европейски и турски автори. От средата на XIX век започва изработването на карти и глобуси и от българи за нуждите на образованието и търговията. Сравнително най-точно картографиране в България е извършено от военни за нуждите на Руско-турската война. След Освобождението през 1891 г. е създадено „Топографско отделение“ към Генералния щаб на Министерство на войната, което издава първата българска топографска карта. До 1930 г. е изградена нова триангулачна и нивелачна мрежа на България и започва заснемане за създаване на топографски карти в 1:50 000, а от 1932 г. започва заснемане в М 1:25 000 за нова топографска карта, което завършва през 1952 г. След Втората световна война с картографска дейност се занимава Военно-топографска служба (ВТС), която изработва карти за нуждите на отбраната. За граждански нужди и нуждите на учебното дело е създадена „Учтехпром“. През 1953 г. са създадени проектанска организация (Картпроект); Картогеоприборна фабрика; Геокартфонд и Геопланпроект, който започва работа по едромащабната топографска карта (ЕТК) в мащаб 1:5000. През 1972 г. Картпроект и Картогеоприборна фабрика се обединяват под името „Картография“. Тази организация е единственото предприятие в Народна република България, занимаващо се с проектиране, съставяне и издаване на карти, атласи и глобуси за граждански, научни и учебни цели до 2008 г.

## История
Едно от най-ранните споменавания на България е в картите на арабския картограф Ал-Идриси от 1154 г., където тя фигурира под името „Борджан“ (арабско име на Дунав). След това днешната българска територия се споменава под различни имена на чуждестранни карти от XIII и XIV в. Подробна карта на българските земи е правила турската администрация (1530 г.). Тя е съставена във връзка с преброяване на населението на новозавзетите балкански земи.
Първата българска карта е „Карта на сегашная Болгария, Тракия, Македония и на принадлежащите земли“, изработена от Александър Хаджи Руссет през 1843 г. въз основа на Генерална карта на Европейска Турция (1822) на френския картограф Лапи. Авторът сам я рисувал, писал и литографирал. Отпечатана е в Страсбург. Картата на Хаджи Руссет е едромащабна и е предназначена за светските училища. Тя е и в помощ на търговците. Първият български глобус е изработен от Неофит Рилски през 1836 г. и върху него е изобразена еклиптиката. Той се съхранява в музея на Рилския манастир. Христо Г. Данов прави първия български атлас, който съдържа карти на континентите. Обикаля из Сърбия и България. Издава стенни карти до смъртта си през 1920 г.
През 1862 г. Димитри Ангелидев отпечатва българската карта в Пловдив и градът се превръща в център на картоиздаването.
Между 1871 и 1875 г. Високата порта осъзнава липсата на достоверна карта за военни цели и възлага на австро-унгарски военни картографи да направят картографско заснемане в границите на империята. По-късно австро-унгарският генерален щаб издава базираната на него „Генерална карта на централна Европа“ в мащаб 1:300 000 и „Карта на централна Европа“ в мащаб 1:750 000. Тази карта е многократно преиздавана до първата третина на 20 век. Нейни копия има на немски, османо-турски, български и сръбски.
До Руско-Турската освободителна война всички карти на България са неточни. Сформира се военно-географски корпус от 1 финландски отряд, който картографира по т.нар. мензуален начин в мащаб 1:42 000. През зимата те картографират цялата територия на България. В Санкт Петербург се правят български карти в по-дребен мащаб (1:142 000), известен като верстовка или триверстовка. Този свитък с карти се подарява на България и служи като основа на следвоенната българска карта с мащаб 1:40 000.
През 1880 г. в резултат на задълбочени проучвания, Феликс Каниц издава своята „Оригинална карта на Дунавска България и Балкана“.

### От Освобождението до Втората световна война
С указ на княз Фердинанд през 1891 г. към Генералния щаб на Министерство на войната се създава „Топографско отделение“. През 1899 г. то започва да издава първата българска топографска карта в М 1:40 000 – реамбулирана версия на руската карта (триверстовка) от войната през 1877 – 1878. Картите вече са поставени на точна геодезична основа. Издадена е първата българска топографска карта в мащаб 1:25 000, която и до днес се използва и обновява. Издадени са първите тематични карти – почвена, геоложка и др., автор е Ст. Бончев.
През 1924 г. Анастас Иширков прави поправки и преиздава картата на А. Хаджирусев. Възниква българската релефна картография. Първата българска релефна карта е издадена от Никола Додов. През 1904 г. са направени релефни карти на Рила, Пирин и Осогово, а през 1907 г. Г. Карайорданов прави релефна карта на цяла България.
Сава Попов прави редица релефни карти на цяла България за училищни цели. Климент Бояджиев прави релефна карта на България, на която пътищата и реките са направени от цветни конци. Военни карти се правят в Троян.
След края на Първата световна война (1920 – 1922 г.) се извършват топографски работи във връзка с границите със съседните държави, съгласно договорения мир. До 1930 г. е изградена нова триангулачна и нивелачна мрежа на България (елипсоид Хейфорт) и е започнало топографско заснемане за създаване на топографски карти в 1:50 000;
През 1926 – 1927 г. германският учен Херберт Луис за целите на труда си Morphologische Studien in Suedwest-Bulgarien изработва чрез фотограметрично заснимане висококачествена карта на Пирин-планина в мащаб 1:100 000 заедно с едромащабен вариант 1:25 000 на централните планински била. Тази карта преобръща тогавашните географски знания за планината и остава за дълги години единственият достоверен картов източник за този район. 
През 1932 г. започва заснемане на страната в М 1:25 000 за нова топографска карта, което завършва през 1952 г. През 1933 г. е създаден „Централен съвет по измерванията“, който да контролира геодезическите и картографски работи. През 1935 г. е изработена топографска карта на София в М1:10 000.
От 16 до 19 август 1936 г. в София се провежда „IV конгрес на славянските географи и картографи“. В него вземат участие 323 учени (84 поляци, 53 чехи, 51 сърби, 125 българи и 10 французи, германци, финландци и румънци). По този случай е организирана и първата по рода си картографска и географска изложба в България, на която са изложени постиженията на Географския институт в геодезията, топографията и картографията.
През 1940 г. започва редовна стерео-фотограметрична снимка, като се заснемат и картират и територии и на съседните държави.
През 1942 г. за пръв път се издава „Въздухоплавателна карта в М 1:500 000 и 1:1 000 000 в Меркаторова проекция и пътна карта М 1:600 000, Магнитна карта на Югозападна България в М 1:500 000 и Оперативна карта на България в М 1:500 000. Започва работата по Шосейна карта на България в М 1:300 000.
До 1939 г. Държавният Географски институт е издал следните карти:
- Релефна карта на България М 1:200 000
- Карта на България в М 1:200 000;
- Карта на България в М 1:400 000;
- Карта на Балканския полуостров в М 1: 600 000;
- Учебни стенни географски карти, според изучаваното в гимназиите и Географски атлас.

Част от картите за учебни и граждански нужди се печатат в частни издателства, като „Балкан“, „Найденов“, „Хр. Данов“ и др.

### След Втората световна война
През този период е действаща е военно-топографска служба (ВТС). Тя издава карти за нуждите на отбраната. По известни са картите в мащаби 1: 25000; 1:50000 и други.
Тъй като ВТС е нямала капацитет да покрие нуждите на учебното дело и на обществото, най-напред се е създал „Учтехпром“ (бъдещото издателство „Просвета“). Там е имало едно звено от инженери, географи и топографи за изработка на карти – НРКЧ (Научно картосъставителска част). От нея през 1953 г. се създават ПО „Картпроект“ и „Картна фабрика“, като им се дава самостоятелната сграда на едно бивше училище.
През 1948 г. е създадена структурата „Организация на геодезическите измервания (ОГИ)“, състояща се от Картпроект и Земстрой. През 1951 г. е създадено „Главно управление по геодезия и картография (ГУГК)“, а през следващата година Картпроект и Земстрой се сливат в „Геокартпроект“, преименувано в „Геопланпроект“.
През 1953 г. са създадени проектанска организация (Картпроект); Картогеоприборна фабрика; Геокартфонд и Геопланпроект, който започва работа по Едромащабната топографска карта (ЕТК) в мащаб 1:5000. През 1972 г. Картпроект и Картогеоприборна фабрика се обединяват под името „Картография ЕООД“.

## Картография ЕООД
След създаването си и до 2008 г. „Картография ЕООД“ е единственото предприятие в България, занимаващо се с проектиране, съставяне и издаване на карти, атласи и глобуси за граждански, научни и учебни цели.

### Видове издавани карти
Бурно се развива българската релефна картография върху PVC материал, наложен върху позитивна матрица. Напредък има и в учебната картография. Създадени са множество стенни карти и атласи по география и история за всички класове. Учебните атласи ежегодно се осъвременяват съобразно учебните програми. За учебното дело са изработени и отпечатани стенни „Икономически карти на изучаваните държави“, стенни политически карти на континентите и света. Издават се и много дипляни и маршрутни карти. По заявка на Министерство на науката и просветата за учениците са разработени и отпечатани серия от диплянки с туристическа насоченост – „Екскурзионно летуване за ученици“ и серия от историко-туристически карти. Такива са „Епопеята на Шипка“, „Кървавото писмо“ и др., където се разказва за значими събития от българската история и се дава маршрут за посещението им.
Разработени и периодично са издавани „Бланкови карти“ на България и Балканския полуостров, които служат на Института по метеорология към БАН при изработване на прогнози за времето. Също така и бланкови карти на БГА „Балкан“. Карта за страната (ЕТК) за „Единния териториален кадастър“, тогава се изработва от регионалните служби на „Геопланпроект“, а се издава в „Картография ЕООД“. Изработени са и стенни карти за учебното дело в Република Македония.
„Картография“ ЕООД София е издала множество стенни и маршрутни карти, дипляни за целите на туризма и екологията. За продажба на дребно са предназначени изданията: „100-те туристически обекти“, „Рила“, „Пирин“, „Родопите“, „Стара планина“, „Странджа“, „Лозенска планина“, „Черноморско крайбрежие“ и др. Сътрудници на „Картография“ ЕООД изработваха приложения (карти) към към различни пътеводители, книги и енциклопедии.
Изработени и издадени са различни глобуси: „Общогеографски“ – в 2 размера; „Политически“ – в 3 размера и „Звезден“, с варианти осветление от вътре и без осветление. Издадени са релефни карти (реален 3D релеф, не виртуален) на България 1:500000 и 1:2000000, Балканския полуостров и отделни райони, както и на видове морски брегове, устия на реки.
Множество атласи карти и дипляни: пътни карти (Пътна карта на България, Пътна карта на Балканските страни и Пътна карта на Европа), планове на градове и курорти (почти на всички български), атласи (пътни, туристически и регионални).
Създаденият и оформен още през 1963 г. „Атлас по Българска история“ и Учебен географски атлас е библиографска рядкост.
През 1973 г. „Картография ЕООД“, със съдействието на специалисти от Институтите на БАН, издава „Атлас на Народна република България“, който е своеобразен връх в развитието на българската картография. По това време са малко държавите издали подобен атлас. Издаването му е приветствано от световната картографската асоциация.
През 1979 г. излиза Български военен атлас, първата част на който е общогеографска.
Други по-големи картографски издания са: Карта на света в М 1:2500000 (съвместно с картографските служби на източния блок); Агроклиматичен атлас, Атлас на София и Софийската агломерация, Географски атлас на света, Почвен атлас, Геоложки атлас, Исторически атлас, Лоция на река Дунав (2 издания), множество пътни, туристически и маршрутни карти, атласи, албуми и други издания.
Работи се по множество граждански проекти, като например: Едромащабна топографска карта (ЕТК), „9-листна карта на София“ изработена на принципа на геометричната апроксимация; „Черно море – варианти на деление“; „Заливна площ на яз. Искър“, „Топонимията на България“, „Изчисление на маршрутите и разхода на гориво на линейките от София-град“, Албум за Олимпийските игри, Правопис и транскрипция на географските имена и други. Интересна идея беше реализирана с поредицата дипляни от серията „Опознай света“.
През периода силно се развива тематичната художествена картография. Особено атрактивни и до днес си остават рисуваните карти на художниците Любомир Сарафов и Иван Стоянов:
- „Физикогеографски пояси и области – на света и на отделните континенти“. Там са показани рисунки на растения, животни, земноводни и влечуги, птици и други;
- рисувани карти на историческа тематика: Стара Гърция, Гръцка цивилизация, Седемте чудеса на света, Римска империя, Персия, Походите на Ал. Македонски;
- рисувани карти на курортите (Златни пясъци, Слънчев бряг...), както и рисувани карти на „Рибите в България“, „Гъбите в Бълария“, „Манастирите в България“.

В „Картография ЕООД“ от художника д-р Тачо Танев за пръв път в България е приложен ръчно рисуван сенкорелеф (3D релеф) при изобразяване и отпечатване на земната повърхност. По това време, когато всяка картографска дейност е ръчна, огромен труд е употребен за набиране на информация, обработването ѝ, съставяне, оформяне и издаване на едно картографско произведение.
Бюрото за научно-техническа информация (БЮНТИ), към което са библиотеката и картографските фондове, се състои от 3 до 5 души. В него е съсредоточено цялото картографско осигуряване с актуална информация за България и света, управление на картографските фондове, техническата библиотека и международния обмен.

#### Международна дейност
В периода на социализма „Картография ЕООД“ поддържа активни връзки с всички страни от Източния блок. Това се изразяваше в ежегодна размяна на новоиздадени произведения. България изпраща безвъзмездни бройки на картографските предприятия и съответно получава от тях такива. Получените издания се анотират и се издава съответен „Бюлетин“.
Периодично се получава изданието на Международната картографска асоциация – „Карт Актуал“, в замяна на което тя е уведомявана за новости в България, като пътища, язовири и други настъпили промени.
За периода на своето съществуване „Картография ЕООД“ е взимала активно участие в организираните от „Съюза на геодезистите и земеустроителите в България“ международни и национални мероприятия (конгреси, съвещания, семенари, изложби).
Редовно участва и на ежегодния „Панаира на книгата“, който през няколко години е и международен.
През 2008 г. „Картография ЕООД“ е закрита след 55-годишна успешна дейност.

## Българска картографска асоциация
Българската Картографска Асоциация (БКА) е учредена на 8 април 2011 в София. В Париж, на 8 юли 2011 г. БКА е избрана за национален представител на България в Международната Картографска Асоциация.